# Brakwatervlokreeft
De brakwatervlokreeft (Gammarus duebeni) is een vlokreeftensoort uit de familie van de gammaridae. De wetenschappelijke naam van de soort is voor het eerst geldig gepubliceerd in 1852 door Liljeborg.
De brakwatervlokreeft komt, zoals de naam al zegt, voor in brakwatersystemen. De range in zoutgehalte waarin de soort kan voorkomen is echter zeer breed. Het kan worden aangetroffen in plasjes op rotsige kusten boven de hoogwaterlijn met zoet waterinvloeden, in estuaria tussen vegatatie en in zoet water rivieren en - meren. In Ierland blijkt het zelfs de meest voorkomende Gammarus te zijn in zoet water.
De geografische verspreiding omvat het noordwestelijke deel van de Atlantische Oceaan, de Noordzee en de Oostzee
De brakwatervlokreeft kan ongeveer 22 mm (man) of 16 mm (vrouw) groot worden. De kleur is donker groen tot bruinachtig met paarse vlekken op de zijden van het pleon